# Арена Хімки
«Арена Хімки» — чисто футбольний стадіон (бігові доріжки відсутні), розташований у місті Хімки, Московська область. Найбільший стадіон Московської області.
З 2008 по 2009 рік був домашнім стадіоном футбольного клубу «Хімки». З 2009 року його використовує як домашній стадіон московське «Динамо», стадіон якого знаходиться на реконструкції. З 2010 року також є домашнім стадіоном московського ЦСКА, який будує власний стадіон.

## Історія

### Стадіон «Новатор»
В 1965 році на березі каналу імені Москви, поряд з МКАД, був побудований стадіон «Новатор» місткістю п'ять тисяч місць. Перший аншлаг на арені відбувся в 1970 році, коли в Хімки приїхала збірна ветеранів СРСР. Трохи пізніше кілька ігор на полі «Новатора» провела «Червона Пресня», що виступала тоді у першості СРСР серед команд другої ліги. У середині 80-х років підмосковний стадіон облюбували як домашню арену дублюючі склади столичних «Динамо» і «Спартака». У 1998 році «Новатор» удостоївся честі приймати матчі Всесвітніх юнацьких ігор, коли на його полі відбулося 3 гри: Португалія — Фінляндія, Катар — Словаччина і США — Польща.
У середині 90-х років, коли в Хімках був створений футбольний клуб «Хімки», на стадіоні були побудовані дві VIP-трибуни з пластиковими сидіннями на 160 місць, відремонтована основна трибуна, змонтовано електронне табло та встановлено електроосвітлення на 600 люкс.
Всього на території стадіону перебували: основне футбольне поле з біговими доріжками і територіями за воротами для легкої атлетики, приміщення для занять легкою атлетикою (під трибунами), запасне футбольне поле, дві хокейні коробки (основна з лавками команд і запасна), тенісний корт, майданчик для занять загальною фізичною підготовкою, майданчик для городків, центральна будівля з кімнатами спортивних секцій та спортивний зал із розміткою для баскетболу, волейболу, тенісу, гандболу, міні-футболу; в зимовий час доріжки навколо основного поля, а також коробки, корт заливалися льодом; загальнодоступний для занять різними видами спорту, єдиний спортивний комплекс для всього мікрорайону.

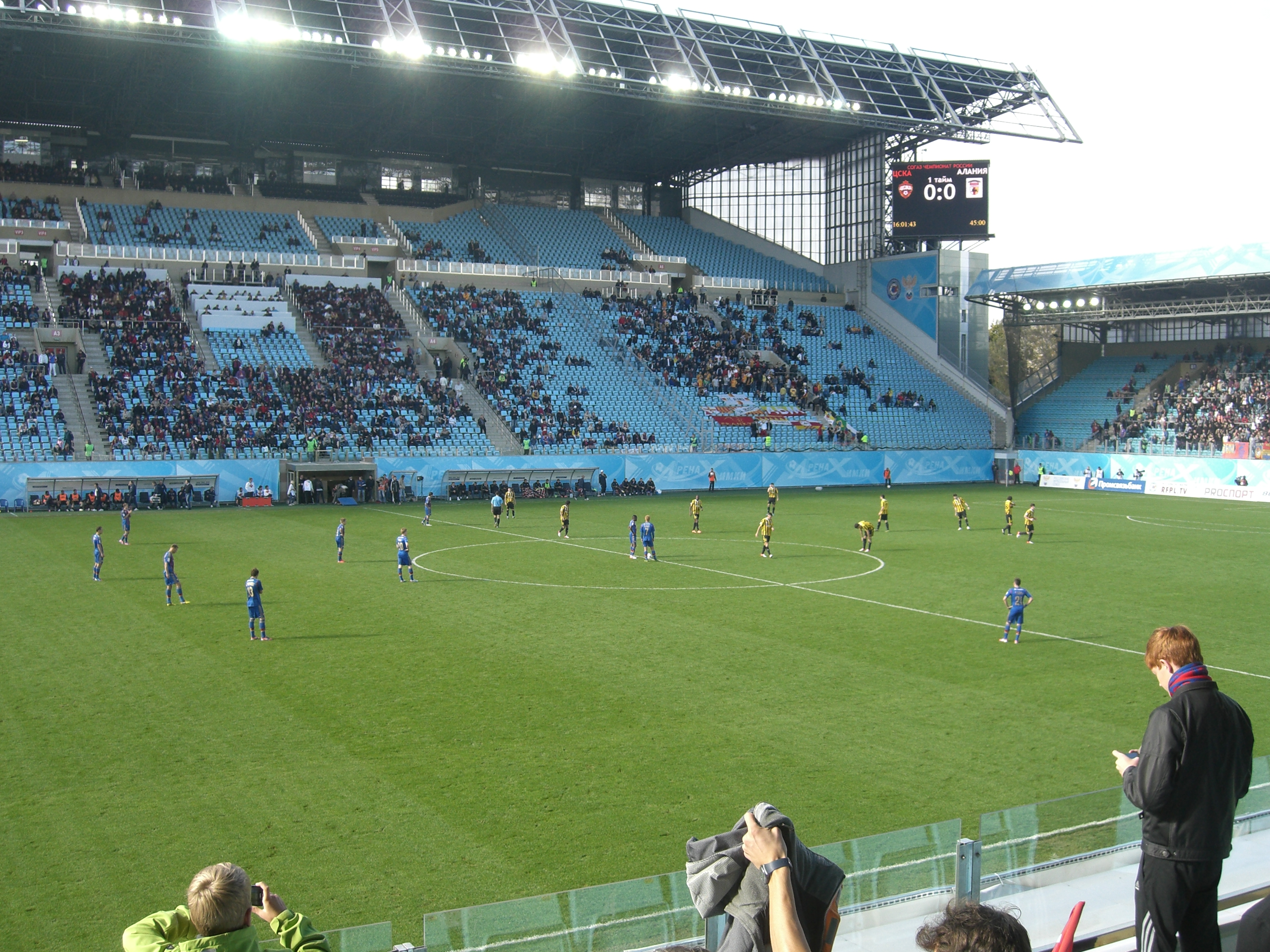
«Арена Хімки» всередині

### Будівництво
У 2005 році було прийнято рішення про реконструкцію «Новатора» і зведення на його місці футбольного стадіону, який би відповідав всім вимогам, що пред'являються до інфраструктури сучасних арен. Спочатку місткість стадіону складала 12 000 глядачів — у проекті була відсутня Східна трибуна, але вже в ході будівництва проект переглянули, і було прийнято рішення про зведення додаткової трибуни, внаслідок чого загальна місткість стадіону збільшилася до 18 000 глядачів.

### Функціонування
20 вересня 2008 року відбулась урочиста церемонія відкриття стадіону. Того ж дня відбувся перший матч на новому стадіоні. У ньому «Хімкам» протистояв «Сатурн». Перший гол в цьому матчі забив словацький нападник «Хімок» Мартін Якубко. Матч закінчився з рахунком 2:1 на користь команди «Хімки».
31 травня 2009 року на «Арені Хімки», вперше за межами Москви, був проведений фінал Кубка Росії 2008—09. У фіналі зустрілися «Рубін» (Казань) і ЦСКА (Москва). Матч закінчився з рахунком 1:0 на користь ЦСКА.
5 серпня 2009 року на стадіоні був вперше зіграний матч 3-го кваліфікаційного раунду Ліги Чемпіонів «Динамо» та «Селтік». Шотландська команда виграла 0:2.
30 вересня 2010 року стадіон «Арена Хімки» вперше прийняв матч групового етапу Ліги Європи УЄФА. У цій грі ЦСКА крупно, з рахунком 3:0, обіграв чеську «Спарту».
9 листопада 2011 року вперше на «Арені Хімки» був проведений матч 1/8 фіналу жіночої Ліги чемпіонів. У матчі зустрілися «Росіянка» (Красноармійськ) та Енергія (Воронеж). Матч закінчився з рахунком 3:3. За сумою 2-х зустрічей з рахунком 7-3 далі пройшла «Росіянка».
17 листопада 2012 року під час матчу між «Динамо» та «Зенітом» з гостьового сектора була кинута петарда, яка оглушила воротаря «Динамо» Антона Шуніна. Матч був перерваний головним суддею матчу, а «Зеніту» зарахували технічну поразку 0:3.
У 2012 році стадіону повторно надано сертифікат відповідності першої категорії, розряду «А» терміном на два роки і два місяці. Мінспорту Росії вніс стадіон до Всеросійського реєстру об'єктів спорту.
18 травня 2013 року стадіон став «золотим» стадіоном для футбольного клубу ЦСКА, який в матчі з «Кубанню» оформив тут свій чемпіонський титул.

## Опис
Стадіон «Арена Хімки» відповідає вимогам, що пред'являються до футбольних стадіонів регламентами УЄФА, РФС, РФПЛ. На ньому можуть проводитися матчі будь-якого рівня всеросійських змагань, а також міжнародні матчі під егідою УЄФА аж до півфіналів Ліги Чемпіонів та Ліги Європи.
Над кожною трибуною є навіси для захисту глядачів від опадів, на Західній («А») та Східній («С») трибунах встановлені пластикові антивандальні сидіння, а на Північній («В») і Південній («D») — металеві. Прохід на стадіон (21 група входу) здійснюється через сучасну турникетну систему SKIDATA (32 повнозростових турнікети).
На Західній трибуні розташовуються шість VIP-секторів, три з яких підвищеної комфортності, ложа преси, розрахована на 150 представників ЗМІ. На Східній трибуні розташовані чотирнадцять бізнес-лож, кожна з яких вміщує від 15 до 39 осіб.
Для догляду та контролю за станом газону на «Арені Хімки» — використовується система SGL. З самого початку експлуатації арени багато експертів добре відгукувалися про якість газону. Стадіон є першим в Росії, на якому використовується голландська техніка по догляду за газоном. На даний момент цю ж технологію використовують на своїх стадіонах найкращі футбольні клуби Європи — мадридський «Реал», «Арсенал», «Челсі», «Аякс».
На території стадіону розташовуються також дворівнева парковка на 450 місць та Навчально-тренувальний центр — база ФК «Хімкі».

## Характеристика
- Період будівництва: грудень 2005 — вересень 2008
- Площа території стадіону: 4,1 га
- Найвища точка стадіону: 43,5 метра
- Розмір ігрового поля: 105х68 метрів, натуральний газон, система GrassMaster
- Потужність освітлення: 2140 люкс (176 прожекторів)
- Світлодіодне відеотабло: 2 штуки площею 65 м2 кожне

Місткість:
- Загальна кількість місць для глядачів — 18 636
- Гостьовий сектор вміщує 2660 глядачів
- 3 сектора VIP загальною місткістю 300 осіб
- Зона «гостинності» для VIP-гостей 650 м2
- 14 бізнес-лож загальною місткістю 350 осіб
- 120 місць для людей з обмеженими можливостями і їх супроводжуючих

Зона преси:
- Загальна площа зони прес-центру 850 м2 (без урахування «змішаної зони»)
- Ложа преси — 150 місць
- Зала для прес-конференцій, розрахована на 180 осіб
- 20 стаціонарних місць для підключення телевізійних камер

Вхід на стадіон:
- Загальна кількість груп входу — 21. З них 14 груп входу обладнаних повнорозмірними турнікетами,

4 окремих входу для VIP-гостей, 2 в'їзду на пандус для інвалідів, а також окремий вхід для представників ЗМІ.
- Повнозростові турнікети SKIDATA — 32 штуки
- Повна заповнюваність стадіону — менш ніж за 40 хвилин.

Безпека:
- 119 камер відеоспостереження, встановлених в чаші стадіону і по його периметру
- Екстрена евакуація може бути здійснена за 8 хвилин
- До сезону 2010 року на стадіоні змонтована система англійської компанії ProZone, здійснює за допомогою восьми камер підрахунок техніко-тактичних характеристик гравців за підсумками матчів[9]

15 стаціонарних точок харчування
240 м2 — площа кожної з роздягалень команд.

## Транспорт
- Від станції метро «Річковий вокзал» автобус або маршрутне таксі № 345 до зупинки «Стадіон». Автобус 851 до зупинки «Бутаково», або 45 хвилин пішки від метро до стадіону.
- Від станції метро «Планерна» маршрутне таксі 469 до зупинки «Станція Хімки» (кінцева, 10 — 15 хвилин пішки) або автобус 817 чи 865 (Працює з 1 листопада по 31 березня з 8:30 до 16:00; з 1 квітня по 31 жовтня по буднях з 8:30 до 19:00, у вихідні дні з 7:00 до 19:00) до зупинки «Бутаково», далі 7 — 10 хвилин пішки.
- Електричка від Ленінградського вокзалу до станції «Хімки», перехід на протилежну сторону, далі 10 — 15 хвилин пішки по вулиці Кірова.